# Campeonato Europeo de Atletismo de 1934
El I Campeonato Europeo de Atletismo se celebró en Turín (Italia) entre el 7 y el 9 de septiembre de 1934 bajo la organización de la Asociación Europea de Atletismo (EAA) y la Federación Italiana de Atletismo. 
Las competiciones se realizaron en el Estadio Benito Mussolini de la ciudad piamontesa.

## Medallistas

### Masculino
| Evento            | Oro                                                                          | Plata                                                                       | Bronce                                                                                   |
| ----------------- | ---------------------------------------------------------------------------- | --------------------------------------------------------------------------- | ---------------------------------------------------------------------------------------- |
| 100 m             | Christian Berger · Países Bajos · 10,6                                       | Erich Borchmeyer Alemania 10,7                                              | József Sir · Hungría · 10,7                                                              |
| 200 m             | Christian Berger · Países Bajos · 21,5                                       | József Sir · Hungría · 21,5                                                 | Martinus Osendarp · Países Bajos · 21,6                                                  |
| 400 m             | Adolf Metzner Alemania 47,9                                                  | Pierre Skawinski Francia 48,0                                               | Bertil von Wachenfeldt · Suecia · 48,0                                                   |
| 800 m             | Miklós Szabó · Hungría · 1:52,0                                              | Mario Lanzi · Italia · 1:52,0                                               | Wolfgang Dressecker Alemania 1:52,2                                                      |
| 1.500 m           | Luigi Beccali · Italia · 3:54,6                                              | Miklós Szabó · Hungría · 3:55,2                                             | Roger Normand Francia 3:57,0                                                             |
| 5.000 m           | Roger Rochard Francia 14:36,8                                                | Janusz Kusociński · Polonia · 14:41,2                                       | Ilmari Salminen · Finlandia · 14:43,6                                                    |
| 10.000 m          | Ilmari Salminen · Finlandia · 31:02,6                                        | Arvo Askola · Finlandia · 31:03,2                                           | Henry Nielsen Dinamarca 31:27,4                                                          |
| 110 m vallas      | József Kovács · Hungría · 14,8                                               | Erwin Wegner Alemania 14,9                                                  | Holger Albrechtsen · Noruega · 15,0                                                      |
| 400 m vallas      | Hans Scheele Alemania 53,2                                                   | Akilles Järvinen · Finlandia · 53,7                                         | Christos Mantikas · Grecia · 54,9                                                        |
| 50 km marcha      | Jānis Daliņš Letonia 4:59:52                                                 | Arthur Schwab · Suiza · 4:43:08                                             | Ettore Rivolta · Italia · 4:54:05                                                        |
| Maratón           | Armas Toivonen · Finlandia · 2:52:29                                         | Thore Enochsson · Suecia · 2:54:35                                          | Aurelio Genghini · Italia · 2:55:03                                                      |
| Salto de altura   | Kalevi Kotkas · Finlandia · 2,00 m                                           | Birger Halvorsen · Noruega · 1,97 m                                         | Veikko Peräsalo · Finlandia · 1,97 m                                                     |
| Salto con pértiga | Gustav Wegner Alemania 4,00                                                  | Bo Ljungberg · Suecia · 4,00                                                | John Lindroth · Finlandia · 3,90                                                         |
| Salto de longitud | Wilhelm Leichum Alemania 7,45                                                | Otto Berg · Noruega · 7,31                                                  | Ludwig Long Alemania 7,25                                                                |
| Salto triple      | Willem Peters · Países Bajos · 14,89                                         | Eric Svensson · Suecia · 14,83                                              | Onni Rajasaari · Finlandia · 14,74                                                       |
| Peso              | Arnold Viiding Estonia 15,19                                                 | Risto Kuntsi · Finlandia · 15,19                                            | František Douda Checoslovaquia 15,18                                                     |
| Disco             | Harald Andersson · Suecia · 50,38                                            | Paul Winter Francia 47,09                                                   | István Donogan · Hungría · 45,91                                                         |
| Martillo          | Ville Pörhölä · Finlandia · 50,34                                            | Fernando Vandelli · Italia · 48,69                                          | Gunnar Jansson · Suecia · 47,85                                                          |
| Jabalina          | Matti Järvinen · Finlandia · 76,66                                           | Matti Sippala · Finlandia · 69,97                                           | Gustav Sule Estonia 69,31                                                                |
| 4 x 100 m         | Alemania 41,0 Egon Schein Erwin Gillmeister Gerd Hornberger Erich Borchmeyer | Hungría · 41,4 · László Forgács · József Kovács · József Sir · Gyula Gyenes | Países Bajos · 41,6 · Tinus Osendarp · Tjeerd Boersma · Robert Jansen · Chris Berger     |
| 4 x 400 m         | Alemania 3:14,1 Helmut Hamann Hans Scheele Harry Voigt Adolf Metzner         | Francia 3:15,6 Robert Paul Serge Guillez Raymond Boisset Pierre Skawinski   | Suecia · 3:16,6 · Sven Strömberg · Pelle Pihl · Gustaf Eriksson · Bertil von Wachenfeldt |
| Decatlón          | Hans-Heinrich Sievert Alemania 8.103 pts.                                    | Leif Dahlgren · Suecia · 7.770 pts.                                         | Jerzy Plawczyk · Polonia · 7.552 pts.                                                    |

## Medallero
| Núm. | País           | Oro | Plata | Bronce | Total |
| ---- | -------------- | --- | ----- | ------ | ----- |
| 1    | Alemania       | 7   | 2     | 2      | 11    |
| 2    | Finlandia      | 5   | 4     | 4      | 13    |
| 3    | Países Bajos   | 3   | 0     | 2      | 5     |
| 4    | Hungría        | 2   | 3     | 2      | 7     |
| 5    | Suecia         | 1   | 4     | 3      | 8     |
| 6    | Francia        | 1   | 3     | 1      | 5     |
| 7    | Italia         | 1   | 2     | 2      | 5     |
| 8    | Estonia        | 1   | 0     | 1      | 2     |
| 9    | Letonia        | 1   | 0     | 0      | 1     |
| 10   | Noruega        | 0   | 2     | 1      | 3     |
| 11   | Polonia        | 0   | 1     | 1      | 2     |
| 12   | Suiza          | 0   | 1     | 0      | 1     |
| 13   | Checoslovaquia | 0   | 0     | 1      | 1     |
| 13   | Dinamarca      | 0   | 0     | 1      | 1     |
| 13   | Grecia         | 0   | 0     | 1      | 1     |
|      | TOTAL          | 22  | 22    | 22     | 66    |